# Ewondo (peuple)
Les Beti ou plus exactement les Bëti be Kóló ou Kóló-Bëti  forment le plus grand groupe ethnique de la région du Centre Cameroun, avec les Etons, les Ewondos, les Manguissa, les Beti sont un peuple d'Afrique centrale établi au Cameroun. Ils font partie du groupe des Beti, qui sont originaires majoritairement de la région du Centre et qui occupent d’autres régions du Cameroun. La population de la Chefferie d’Efoulan sont généralement appelées Ewondo.

## Ethnonymie
Selon les sources, on rencontre de multiples variantes de l'ethnonyme : Enwondo, Ewonde, Ewondos, Ewundu . Ces variantes, dont l'origine remonte à l'époque du protectorat allemand, soit en 1895 avec  Georg August Zenker, sont encore utilisées par abus de langage. La véritable appellation de ce peuple est Bëti be Kóló,. Chez les Bëti be Kóló, Ewondo désigne juste l'un des clans, au même titre qu'Edzoa, Bene, Emombo, Etudi, Tsinga, Enoa, Etenga, Yanda, etc. 
Par ailleurs, autour du clan Ewondo, on retrouve les lignages : Mvog Ebanda ou Ebandzòngò, Mvog Atangana Mballa,  Mvog Fouda Mballa, Mvog Tsoungui Mballa (Mvog Atemengue, Mvog Betsi, Mvog Mbi, Mvog Ada Mengue, etc). 
Le clan Bene est constitué des Otoloa, Mvog Man Ze, Mvog Manga amombo Ndzié, Mvog Essissima Nkoa (aîné de Mbarga Tsogo ou Mbartsog ou encore Mbatsogo), Mvog Amugu amombo Nzié,  Mvog Belinga amombo Ndzié, Mvog Owono ndzouli fouda, Mvog Zambo, Mvog Zang Biloa, Mvog Ndi Mbié, Mvog Nnomo. Dans l’ordre les Mvog Abena, Mvog Ekali, Mvog Evuna et Mvog Ahanda constituent l'essentiel du clan Etudi. 
Dans le clan Yanda, on a les lignages Mvog Ngenda, Mvog Biako, Mvog Ebelkunu.

## Langue
Ils parlent le kóló (abusivement et improprement appelé l'ewondo), une langue beti dont le nombre de locuteurs au Cameroun était estimé à 800 000 en 1982. Langue maternelle des Kóló, c'est aussi une langue véhiculaire utilisée par d'autres habitants de la région.

## Population

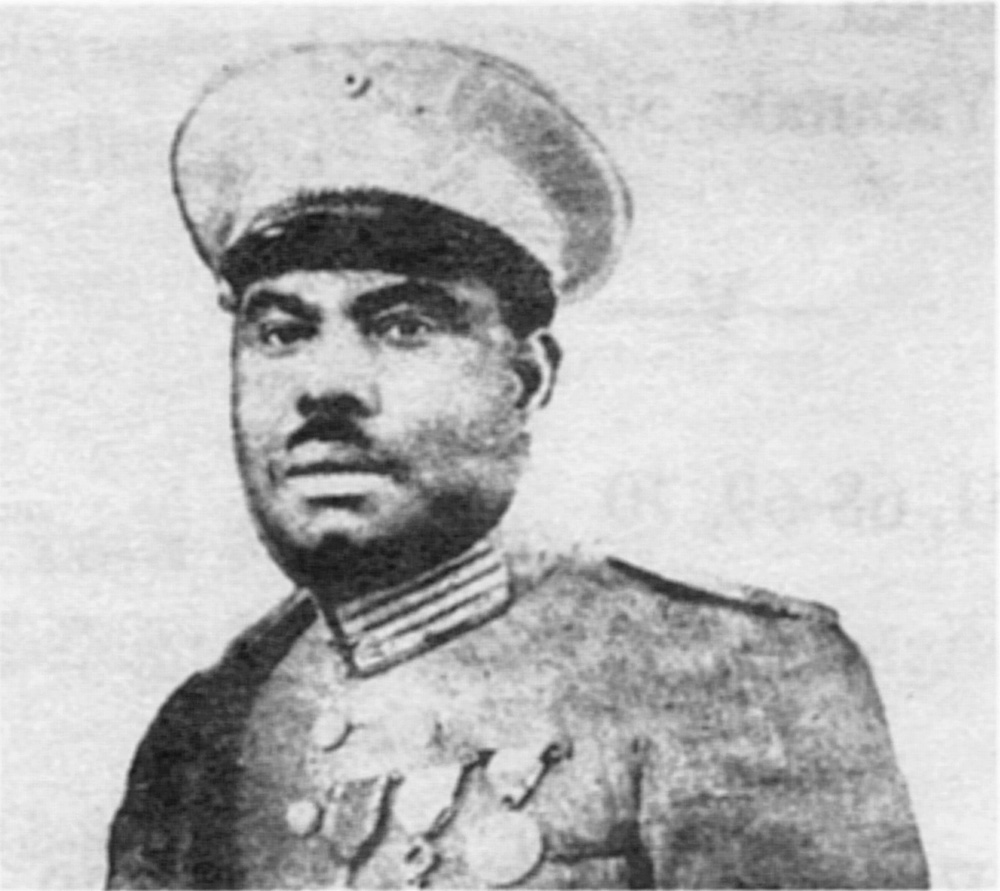
Portrait de Charles Atangana.

La population kóló proprement dite a été évaluée à plus de 900 000 personnes pendant les années 1990.
Ils sont présents dans de nombreux secteurs d'activité, mais la plupart produisent du riz, du cacao, du café, de l'arachide, de l'huile de palme et du bois.
Les personnalités kóló qui ont joué le plus grand rôle dans l'histoire du Cameroun sont André Fouda et Charles Atangana (1880-1943) intronisé « chef supérieur des Ewondo et des Bene », pendant la colonisation allemande du Cameroun (Kamerun). Stricto sensu, Charles Atangana appartenait au lignage Mvog Atemengue tandis qu'André Fouda était du lignage Mvog Ada. C'était donc deux personnalités du clan Ewondo à proprement parler. L'humoriste français Dieudonné est d'origine Ewondo par son père.